# بویزی (آیداهو)
بویزی (Boise) پایتخت و پرجمعیت‌ترین شهر ایالت آیداهو است. بویزی مرکز شهرستان آداست که در کناره رود بویزی در جنوب شرق آیداهو واقع شده‌است و ۶۶ کیلومتر در شرق با ایالت اورگون و ۱۷۷ کیلومتر در شمال با ایالت نوادا هم‌مرز است. مرکز این شهر ۸۲۴ متر بالاتر از سطح دریا است و جمعیتش در سال ۲۰۱۹ ۲۲۸٬۹۵۹ نفر بوده‌است.

## مراکز دانشگاهی
- دانشگاه ایالتی بویزی

## نگارخانه

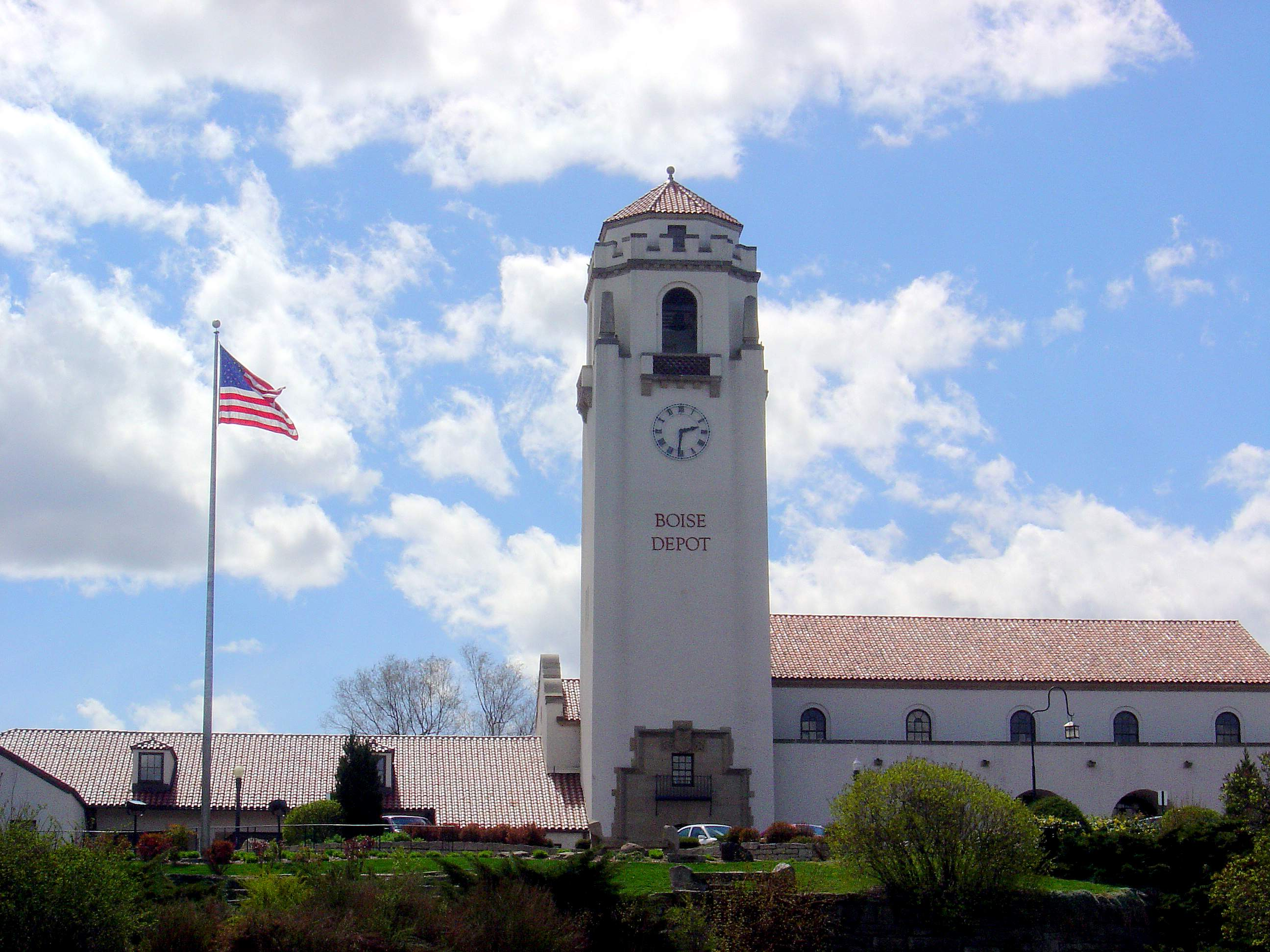
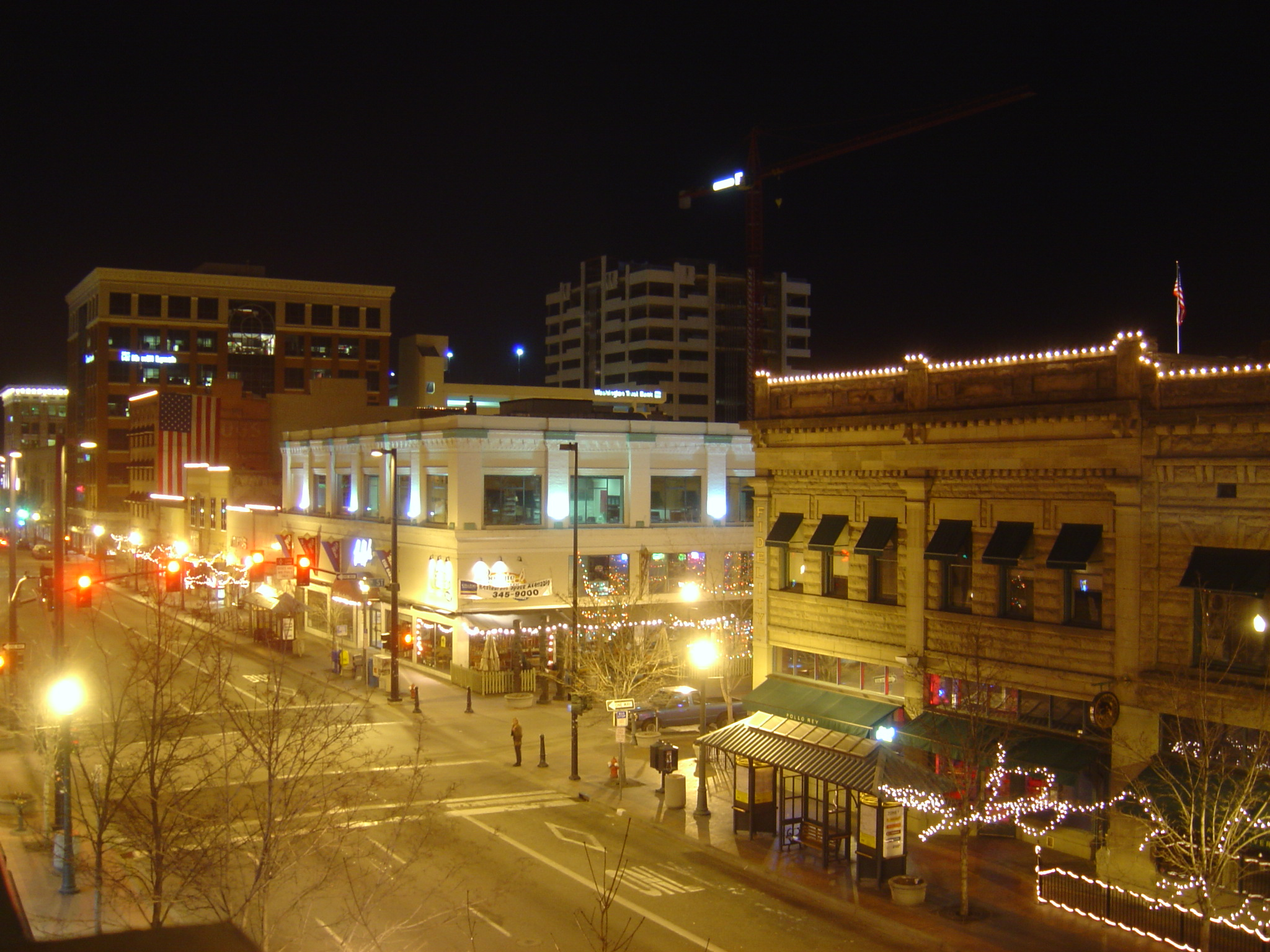
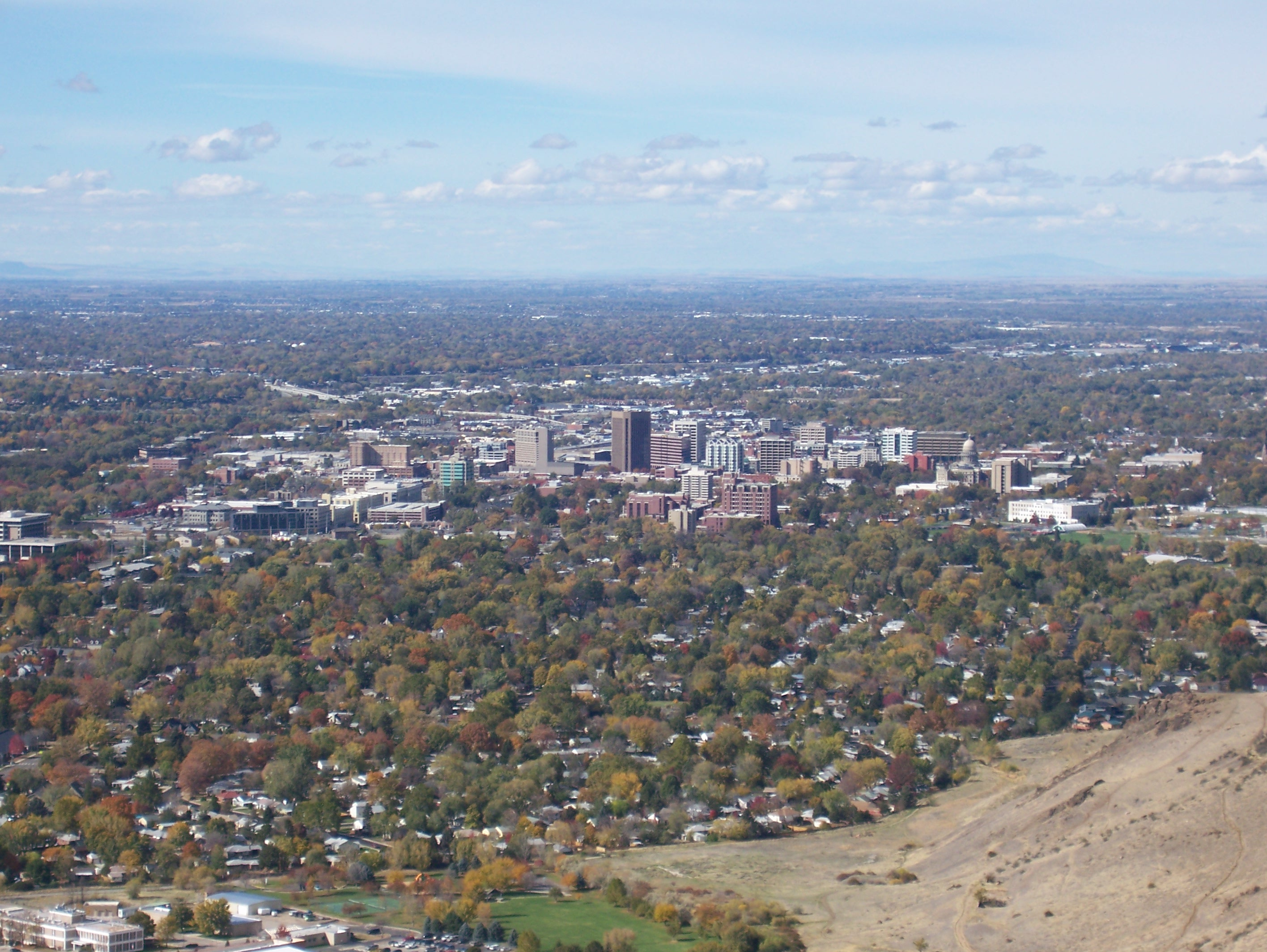
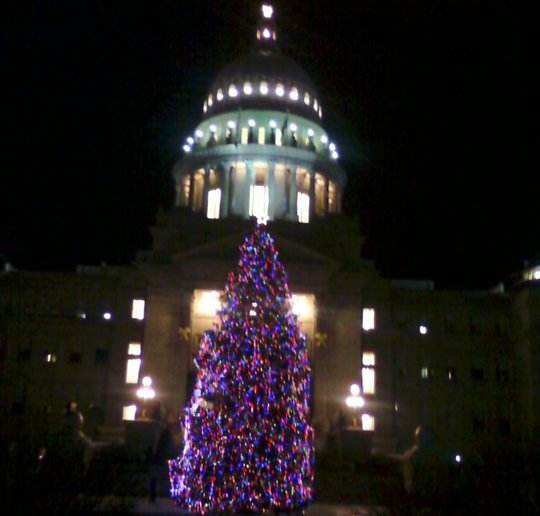
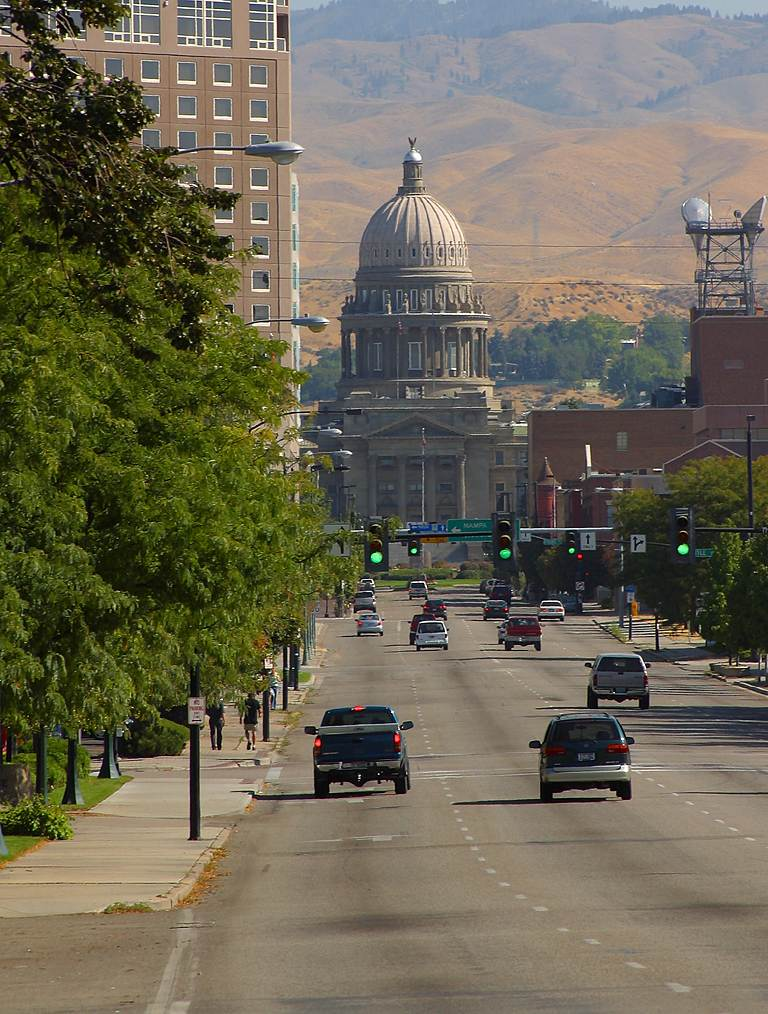
ساختمان پایتخت ایالت آیداهو